# Мамедов, Нусрат Худи оглы
Нусрат Худи оглы Мамедов (азерб. Nüsrət Xudu oğlu Məmmədov; 19 декабря 1927, Привольное, Ленкоранский уезд — 25 октября 2016, там же) — советский азербайджанский хлебороб, Герой Социалистического Труда (1966).

## Биография
Родился 19 декабря 1927 года в селе Привольное Ленкоранского уезда Азербайджанской ССР (ныне село в Джалилабадском районе).
В 1940—1954 годах — чабан, тракторист, с 1954 года — бригадир тракторной бригады колхоза «Красный партизан» Астрахан-Базарского района. С 1970 года — заведующий отделением, агроном, с 1978 года — бригадир тракторной бригады совхоза «Красный партизан» Джалилабадского района. Отличился при выполнении заданий семилетнего плана по получению высоких урожаев зерна. В 1973—1980 годах побеждал во Всесоюзном социалистическом соревновании.
Указом Президиума Верховного Совета СССР от 23 июня 1966 года за успехи, достигнутые в повышении урожайности и увеличении производства зерна Мамедову Нусрату Худи оглы присвоено звание Героя Социалистического Труда с вручением ордена Ленина и золотой медали «Серп и Молот».
Активно участвовал в общественной жизни Азербайджана. Член КПСС с 1957 года. Депутат Верховного Совета СССР 6-го созыва. Избирался членом бюро Джалилабадского РК КП, депутатом райсовета.
С 2002 года — президентский пенсионер.
Скончался 25 октября 2016 года в селе Привольное. Нусрату Мамедову посвящена книга «Богатырь Мугани» Сардара Алиева (1973).